# 深沢真太郎
深沢 真太郎（ふかさわ しんたろう、1975年 - ）は、ビジネス数学教育家。作家。
BMコンサルティング株式会社代表取締役。一般社団法人日本ビジネス数学協会代表理事。日本数学検定協会「ビジネス数学検定」1級AAA認定者。。公益財団法人日本数学検定協会認定「ビジネス数学エグゼクティブインストラクター」。学校法人産業能率大学・総合研究所兼任講師。

## 略歴
神奈川生まれ。日本大学大学院総合基礎科学研究科修士課程修了、理学修士（数学）。
予備校講師から、外資系企業の管理職などを経て研修講師として独立。
大手企業やプロ野球球団、アスリートの教育研修の実績がある。SMBC、三菱UFJ、みずほ、早稲田大学、産業能率大学などコンサルティング企業や教育機関とも提携している。2018年に国内でただ1人の「ビジネス数学エグゼクティブインストラクター」に就任し、指導者育成にも従事している。また、ラジオ番組のニュースコメンテーターやテレビ番組企画の監修、ビジネス誌の記事監修も行う。

## 著書
- 『そもそも「論理的に考える」ってどうすればできるの？』（2021年、知的生きかた文庫、ISBN 978-4-8379-8717-8）